# جنتیانلا کوینکوئفولیا
جنتیانلا کوینکوئفولیا (نام علمی: Gentianella quinquefolia) نام یک گونه از تیره جنطیانیه است.